# Springfield (Dakota del Sud)
Springfield és una població dels Estats Units a l'estat de Dakota del Sud. Segons el cens del 2000 tenia 792 habitants.

## Demografia
Segons el cens del 2000, Springfield tenia 792 habitants, 356 habitatges, i 218 famílies. La densitat de població era de 470,5 habitants per km².
Dels 356 habitatges en un 26,4% hi vivien nens de menys de 18 anys, en un 50,6% hi vivien parelles casades, en un 8,4% dones solteres, i en un 38,5% no eren unitats familiars. En el 33,1% dels habitatges hi vivien persones soles el 14% de les quals corresponia a persones de 65 anys o més que vivien soles. El nombre mitjà de persones vivint en cada habitatge era de 2,22 i el nombre mitjà de persones que vivien en cada família era de 2,77.
Per edats la població es repartia de la següent manera: un 25% tenia menys de 18 anys, un 6,3% entre 18 i 24, un 22,5% entre 25 i 44, un 22,9% de 45 a 60 i un 23,4% 65 anys o més.
L'edat mediana era de 42 anys. Per cada 100 dones de 18 o més anys hi havia 89,8 homes.
La renda mediana per habitatge era de 29.464 $ i la renda mediana per família de 40.625 $. Els homes tenien una renda mediana de 25.227 $ mentre que les dones 21.071 $. La renda per capita de la població era de 15.863 $. Entorn del 8,5% de les famílies i el 9,1% de la població estaven per davall del llindar de pobresa.

## Poblacions més properes
El següent diagrama mostra les poblacions més properes.